# Historia de Recreo
La Historia de la Ciudad de Recreo comienza en el siglo XVI con los asentamientos de los primeros pueblos diaguitas en los alrededores. Más tarde, en el siglo XIX, se construyó la estación de trenes Recreo. Entonces el ferrocarril cobró un importante lugar en la economía regional. Con el paso de los años, gracias a la promoción industrial, esta posición paso a manos de las industrias convirtiéndola de una de las localidades más pequeñas en una muy importante ciudad.

## sigloXVI-XVIII: Asentamientos de pueblos originarios
En 1563 se encontraba dentro del territorio de la Gobernación del Tucumán, en ese entonces tenía una importante presencia de lules, pero fue predominantemente habitada por la etnia sedentaria de diaguitas como los del conjunto Ambargasta, llamados así por establecerse en las proximidades del Río Ambargasta. Estos pobladores solían ser llamados Juries. Este era el nombre que les dieron los españoles al deformar la palabra quechua (usada despectivamente por los invasores incas para referirse a estos pueblos) "suries" ya que los lules y los arcontes (los apodados despectivamente como por los incas "series" y luego llamados "juries" por los españoles) se adornaban con plumas de ñandú (en quechua: "surí").
En 1782 la zona de Recreo pasó a formar parte de la intendencia de San Miguel de Tucumán y en 1783 de la Intendencia de Salta del Tucumán en la jurisdicción de San Fernando del Valle de Catamarca.

## sigloXIX: Primeros pobladores definitivos

### La estancia y luego la llegada del ferrocarril
El 25 de agosto de 1821 se dictó la autonomía provincial de Catamarca, en la cual esta se separó de Tucumán y Santiago del Estero. De esta manera, la zona perteneciente a la ciudad pasó a formar parte de la Provincia de Catamarca.
En la década de 1860, don Clemente Martínez toma posesión de las tierras y al morir, su viuda se casa con el entonces diputado provincial don Pedro Cano, que en el año 1874 levanta la estancia "El Recreo", que poseía un bebedero para animales, un molino y una capilla. A este lugar también se le solía llamar Recreo de las carretas o Villa Recreo.
Según los registros de bautismos de la parroquia San Roque de mediados de 1860, la futura ciudad ya contaba con una población considerable mucho antes de que la estancia y la terminal fueran construidas.
El 9 de mayo de 1875 se inaugura la Estación Recreo del ferrocarril Manuel Belgrano, que se conectaba con Alta Córdoba quedando así la estancia dividida en dos, con las edificaciones al este de la estación.
Tiempo después comenzaron a llegar más pobladores, quienes gracias al pleno auge de la inmigración argentina alcanzaron los 624 habitantes en 1895 (según el censo de ese año), siendo la mayoría de origen español, italiano, francés, sirio-libanés y alemán. La población mostraba una gran tasa de analfabetismo,  y por esta razón en 1910 es creada la escuela N°280, que a sus inicios funcionaba en casas particulares.
Al ser un lugar que creció gracias a la estación de trenes, no cuenta con una fundación y fundador como el resto de ciudades fundadas al estilo europeo.
Después de la inauguración de la estación, el gobierno provincial decidió dividir a la zona en dos creando los departamentos Ancasti y La Paz. También se expropiaron las tierras, ya que las personas al instalarse eran desalojadas del lugar inmediatamente por su dueño. En esta expropiación se delimitó el casco céntrico ubicado hacia el este de la estación en forma de damero con su plaza central. Siendo la primera expropiación de las cuatro que se darían luego.
El 24 de marzo de 1892 tuvo lugar un terremoto que alcanzó una magnitud de 6.0 grados en la escala de Richter y una intensidad de grado VII en la escala de Mercalli. La catástrofe produjo serios daños a las construcciones y se cobró algunas víctimas fatales.

## sigloXX
En 1910, debido al centenario de la Revolución de Mayo, se inaugura la primera escuela de la ciudad, que al principio funcionaba en casas particulares hasta que unos años más tarde se construyó el edificio definitivo. La creación de esta escuela dio un gran resultado reduciendo el analfabetismo que por esos años era muy elevado. También en 1914, se creó la Biblioteca Pública Estanislao S. Zeballos.
En el mes de septiembre del año 1958, por la ley n.º 1755, se designó ciudad a Recreo y nueva cabecera del departamento La Paz, que anteriormente lo poseía la entonces llamada Villa de San Antonio. Se creó la municipalidad, policía, registro civil y el primer hospital.
En esta época aparecieron los primeros automóviles, se construyó una usina para brindar energía eléctrica y el ferrocarril, como en la mayoría de los pueblos argentinos, cobró importancia hasta llegar a ser el principal sostén de la economía local (se lo utilizaba como transporte de pasajeros y transporte de minerales que eran extraídos de las lomas).
Durante las décadas de 1960 y 1970 la ciudad sufrió un gran estancamiento provocado por la falta de empleo, lo que llevó a la migración de sus pobladores hacia Buenos Aires.
Además un brusco cambio climático por efecto del hemiciclo seco comenzó a principios de siglo, precisamente en 1920, este fenómeno provocó que el clima se volviera más árido y caluroso, perdurando hasta mediados de 1980.
En 1962 se inauguró el dique Motegasta con el fin de proveer mediante un acueducto de agua potable y dulce a la población, que por es entonces extraía el agua mediante bombas la cual era salada.
Terminando la década de 1960, la iglesia católica convocó a sacerdotes irlandeses para que se quedaran en la ciudad y solucionar la escasez de clérigos que había, estos sacerdotes se encargaron de construir el primer colegio secundario en 1971, donde ellos desempeñaban las tareas de docentes.
Durante estos años se construyó la estación de ómnibus, el Complejo Deportivo Municipal y una aeropista. Como hechos culturales más significativos, se llevaron a cabo la primera edición del "Festival Nacional del Cabrito" (1973), fue sede del TC y en 1975 se creó el Centro de Bomberos Voluntarios.

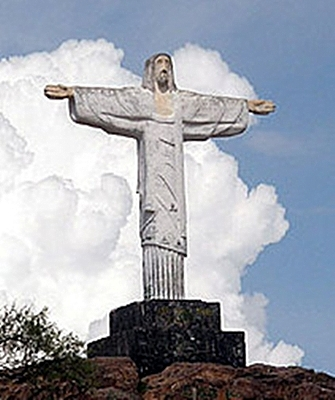
El Cristo Redentor es uno de los símbolos más conocidos de la ciudad.

Durante la década de los 1980 se produjeron los cambios más significativos en la ciudad. En 1982 comenzó la promoción industrial que constaba de  eliminar los impuestos provinciales a las industrias que decidieran instalarse. La primera industria llegó en 1984 dándole una privilegiada posición de ciudad industrializada a nivel provincial y nacional.
Se inauguró el hospital zonal Liborio Forte hacia 1983, el primer colegio de nivel terciario en 1986, se construyó un gasoducto, y el Cristo Redentor de Recreo en 1986. El 19 de diciembre de ese mismo año se creó el escudo de la ciudad.
Por estos años sucedió un boom demográfico que llegó a aumentar la población en un 100%. La economía también se vio bien afectada. Se asfaltaron las calles y avenidas. Sin embargo, a fines de década, con el aumento de la población, comenzaron a surgir problemas con el sistema eléctrico, el cual experimentó fallas y el agua potable  comenzó a escasear.
En 1991, debido al caso María Soledad Morales, fue intervenida toda la provincia, esto generó un cambio político importante en la ciudad. Y como motivo de las privatizaciones dadas por el gobierno nacional, la estación de trenes se cerró y el ferrocarril quedó solo como medio de transporte para materia prima.
El 20 de agosto de 1995 se creó la Carta Orgánica Municipal en la que Recreo fue designada como localidad autónoma.

## sigloXXI
En 2004 sucedió un terremoto de 7.0 grados Richter que solo provocó daños materiales. 
En 2005 a ciudad dejó de poseer terrenos disponibles para expandirse.
El 15 de junio de 2007 se creó la bandera de la ciudad.
En octubre de 2010 fue realizado el censo nacional, pero este arrojó datos erróneos sobre la población, ya que no fueron censados todos los habitantes.
En 2014 se creó la Guardia Urbana o Policía Municipal, en colaboración con la policía. Se solucionaron los problemas con el sistema eléctrico, pero los problemas por el abastecimiento de agua potable empeoraron. 
Se llevaron a cabo obras de infraestructura como la primera ciclovía en 2003; las primeras redes cloacales en 2006; los primeros semáforos en 2007; se construyeron barrios, bulevares, espacios verdes, la Casa de la Cultura (2011); el Polo Educativo de Recreo (entre 2011-2013); el primer cine-teatro (2013); el Complejo Deportivo Municipal (2014); y la nueva Terminal de Ómnibus en 2015.
La posición geográfica estratégica en la que se encuentra la ciudad (a menos de 300 km de la mayoría de las capitales provinciales del noroeste) y teniendo un gran sector industrial y educativo, posicionaron Recreo como la segunda ciudad más importante de la provincia. Siendo elegida para instalar un Puerto seco, con el objetivo de disminuir los costos de transporte terrestre vía Tren y promover la instalación de industrias.